# Leona (Oregon)
Leona az Amerikai Egyesült Államok északnyugati részén, Oregon állam Douglas megyéjében elhelyezkedő önkormányzat nélküli település.
Névadója Leona Perkins. Az 1901. február 14-én megnyílt posta első vezetője Thomas E. Bledso volt.

## Fordítás
- Ez a szócikk részben vagy egészben  a   Leona, Oregon című angol Wikipédia-szócikk ezen változatának fordításán alapul.  Az eredeti cikk szerkesztőit annak laptörténete sorolja fel. Ez a jelzés csupán a megfogalmazás eredetét és a szerzői jogokat jelzi, nem szolgál a cikkben szereplő információk forrásmegjelöléseként.